# Galerella fibrillosa
Galerella fibrillosa är en svampart som beskrevs av Hauskn. 2002. Galerella fibrillosa ingår i släktet Galerella och familjen Bolbitiaceae.   Inga underarter finns listade i Catalogue of Life.